# 五野井隆史
五野井隆史（ごのい たかし、1941年6月11日-　）は、日本の歴史学者、東京大学名誉教授。キリシタン史を専門とする。
北海道幌泉郡えりも町生まれ。長男は政治学者の五野井郁夫。

## 経歴
五野井貞蔵・ミチの四男として北海道に生まれる。1965年（昭和40年）上智大学文学部卒業。1971年（昭和46年）上智大学大学院文学研究科日本史学専攻博士課程単位取得満期退学。同年4月、東京大学史料編纂所に入る。1974年（昭和49年）2月より文部省在外研究員として2年間、ポルトガル・スペイン・イタリアに派遣される。1982年（昭和57年）4月、東京大学助教授。1987年（昭和62年）、学位論文「徳川初期キリシタン研究」により九州大学より文学博士の学位を取得。1993年（平成5年）4月、東京大学教授。2003年（平成15年）、東京大学を定年退官、英知大学教授。2012年、聖トマス大学を退職。

## 著書
- 『徳川初期キリシタン史研究』吉川弘文館、1983年。補訂版　1992年　ISBN　 4642033076、オンデマンド版　2013年 ISBN　9784642042512
- 『日本キリスト教史』吉川弘文館、1990年 ISBN　	9784642072878
- 『ペトロ岐部カスイ』大分県教育委員会 1997年／教文館 2008年
- 『日本キリシタン史の研究』吉川弘文館、2002年　ISBN　9784642033763
- 『支倉常長(人物叢書)』　吉川弘文館、 2003年 ISBN　9784642052276
- 『大航海時代と日本』渡辺出版、2003年
- 『キリシタンの文化』吉川弘文館、2012年　ISBN　	9784642066662
- 『島原の乱とキリシタン　敗者の日本史14』吉川弘文館、 2014年 ISBN　9784642064606
- 『キリシタン信仰史の研究』吉川弘文館 2017年 ISBN　9784642034791
- 『ルイス・フロイス（人物叢書）』吉川弘文館、2020年　ISBN　9784642052948

### 監修・共著ほか
- 『長崎県の歴史 県史』瀬野精一郎・新川登亀男・佐伯弘次・小宮木代良共著、山川出版社、1998年
- 『旅する長崎学』全4巻 長崎県 企画、デ・ルカ・レンゾ・片岡瑠美子共監修、長崎文献社、2006年
- 『う〜こんどのと歩く高山右近ガイドブック』監修・女子パウロ会、2016年
- 『キリシタン大名　布教・政策・信仰の実相』監修・宮帯出版社、2017年

## 論文
- 五野井隆史